# Immaskär
Immaskär är en ö i Houtskär i sydvästra Finland. Den ligger i kommunen Pargas i den ekonomiska regionen  Åboland  och landskapet Egentliga Finland, i den sydvästra delen av landet, 210 km väster om huvudstaden Helsingfors. Arean är 0,62 kvadratkilometer.
Öns högsta punkt är 21 meter över havet. Den sträcker sig 1,4 kilometer i nord-sydlig riktning, och 0,9 kilometer i öst-västlig riktning.